# Colônia do Gurguéia
Colônia do Gurguéia là một đô thị thuộc bang Piauí, Brasil. Đô thị này có diện tích 430,613 km², dân số năm 2007 là 5683 người, mật độ 13,2 người/km².